# 사이드바

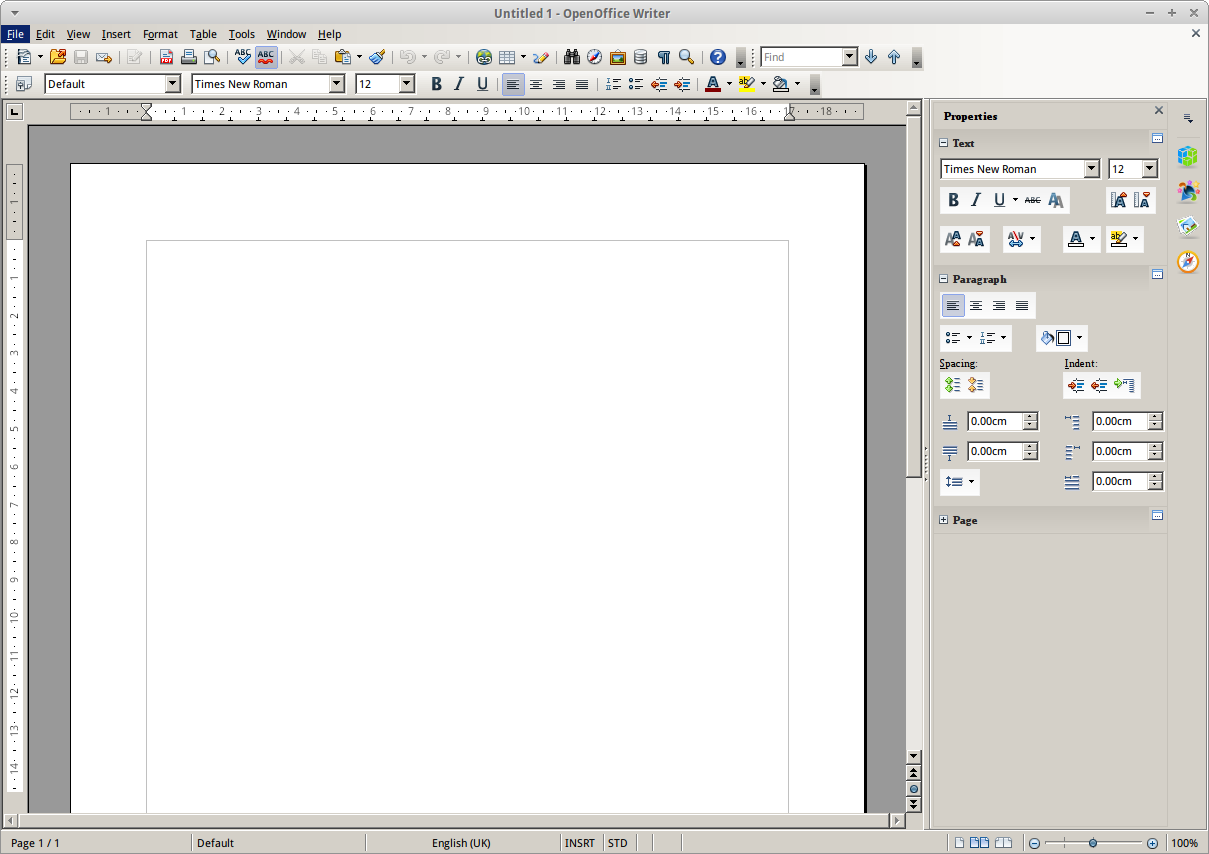
"속성"이라는 제목으로 오른쪽에 사이드바를 보여주고 있는 오픈오피스 라이터.

사이드바(sidebar)는 GUI 요소를 위해 쓰이는 것으로 응용 프로그램이나 데스크톱 사용자 인터페이스의 측면에 다양한 형식의 정보를 보여 준다.

## 사이드바의 위젯
수많은 위젯 엔진에서 사용자는 사이드바 안팎에 애플릿을 설치할 수 있다. 여기서 애플릿은 상표에 따라 "위젯", "데스크렛", "가젯"이라고도 한다. 이를테면 다음과 같은 사이드바가 있다.
- 윈도우 사이드바
- 데스크톱 사이드바
- 구글 데스크톱에 포함된 사이드바
- 투스제의 비스타 사이드바

## 응용 프로그램 창 사이드바
오페라와 윈도우 탐색기와 같은 특정한 데스크톱 응용 프로그램에서 사용자는 응용 프로그램의 사이드바 안에서 여러 기능을 확인할 수 있다.

## 다른 용어와 쓰임
사이드바는 어도비 포토샵과 같은 곳에서 응용 프로그램 창의 아래에 위치해 있기도 한다.

### macOS
macOS 기반의 수많은 데스크톱 응용 프로그램에서, 수많은 응용 프로그램의 사이드바와 비슷하게 안에서 확장하는 식이 아닌, 응용 프로그램의 창을 꺼내는 서랍(drawer)이 있다. 이를테면 다음과 같다:
- 메일
- 시라
- 애디엄
- iCal
- 아이라이프 제품군